# Valter Birsa
Valter Birsa, né le 7 août 1986 à Šempeter-Vrtojba, est un ancien footballeur international slovène évoluant au poste de milieu de terrain.

## Biographie

### Carrière en clubs

#### Ses débuts
La carrière de Birsa a commencé lorsqu'il avait cinq ans, lorsqu'il a commencé à jouer pour Bilje, un petit club des environs de Nova Gorica. Remarqué très tôt pour ses talents de joueur, il fut d'abord transféré à Primorje, puis au ND Gorica à l'âge de 17 ans. Lors de sa seconde saison avec ce club, il est devenu le deuxième meilleur buteur et un des meilleurs joueurs de la première ligue slovène, marquant à 27 reprises pour son club. À 18 ans, il devient le plus jeune joueur de l'histoire du football slovène à être sélectionné en sélection nationale. En 2006 il est élu meilleur joueur slovène de l'année.

#### FC Sochaux-Montbéliard
Le 9 juillet 2006, Birsa a signé un contrat de quatre ans avec le FC Sochaux-Montbéliard, après avoir refusé de rejoindre le PSV Eindhoven.

#### AJ Auxerre
Il rejoint sous forme de prêt Auxerre lors du dernier jour du mercato hivernal de 2008-2009. En fin de saison, le club lève l'option d'achat.
Le 23 décembre 2009, lors du match Marseille - Auxerre (0-2), Birsa est allé voir l'arbitre Philippe Malige pour lui signaler que le carton rouge donné à Bakari Koné devait être retiré car il n'y avait pas faute. Ce geste de fair-play a été accompli alors que le score était vierge. La décision originelle de l'arbitre avantageait donc son équipe.
Il inscrit son premier but en Ligue des champions, le 19 octobre 2010, lors de la défaite 2-1 de l'AJ Auxerre face à l'Ajax Amsterdam, en phase de groupes de la Ligue des champions 2010-2011.

#### Genoa CFC
En fin de contrat en juin 2011, il signe un contrat de 4 ans avec le Genoa jusqu'en juin 2015. Le 31 août 2012, il est prêté au Torino. 

#### AC Milan
Il est transféré à l'AC Milan le 31 août 2013 en échange du défenseur Luca Antonini. Il y marque son premier but face à la Sampdoria Gênes le 28 septembre 2013.

#### Cagliari Calcio
Le 8 janvier 2019, Valter Birsa quitte le Chievo Vérone et rejoint Cagliari contre 2 millions d'euros (plus bonus), où il signe un contrat de 18 mois (plus une année en option).
Tout juste arrivé à Cagliari, Valter Birsa se fracture un bras le 5 février 2019 lors d'un match contre l'Atalanta Bergame, ce qui lui vaut une indisponibilité d'un mois de compétition.

### Carrière en équipe nationale
Il marque son premier but pour la Slovénie conte la Pologne lors d'un match de qualification pour la Coupe du monde 2010. Il est sélectionné pour participer à la phase finale cette même Coupe du monde. Lors du second match des poules, il inscrit un but des vingt mètres contre les États-Unis. Sa frappe lointaine et son fair-play sont d'ailleurs quelques-uns de ses meilleurs atouts.

## Statistiques
| Saison                | Club                   | Championnat           | Championnat | Championnat | Championnat | Coupe(s) nationale(s) | Coupe(s) nationale(s) | Coupe(s) nationale(s) | Compétition(s) continentale(s) | Compétition(s) continentale(s) | Compétition(s) continentale(s) | Compétition(s) continentale(s) | Total | Total | Total |
| Saison                | Club                   | Division              | M.          | B.          | P.d.        | M.                    | B.                    | P.d.                  | Comp.                          | M.                             | B.                             | P.d.                           | M.    | B.    | P.d.  |
| 2003-2004             | NK Primorje            | 1.SNL                 | 1           | 0           | 0           | -                     | -                     | -                     | -                              | -                              | -                              | -                              | 1     | 0     | 0     |
| Sous-total            | Sous-total             | Sous-total            | 1           | 0           | 0           | -                     | -                     | -                     | -                              | -                              | -                              | -                              | 1     | 0     | 0     |
| 2004-2005             | ND Gorica              | 1.SNL                 | 26          | 7           | 0           | 4                     | 0                     | 0                     | C3                             | 2                              | 0                              | 0                              | 32    | 7     | 0     |
| 2005-2006             | ND Gorica              | 1.SNL                 | 35          | 19          | 5           | 4                     | 0                     | 0                     | C1                             | 2                              | 1                              | 0                              | 41    | 20    | 5     |
| Sous-total            | Sous-total             | Sous-total            | 61          | 26          | 5           | 8                     | 0                     | 0                     | -                              | 4                              | 1                              | 0                              | 73    | 27    | 5     |
| 2006-2007             | FC Sochaux-Montbéliard | Ligue 1               | 31          | 3           | 7           | 6                     | 0                     | 1                     | -                              | -                              | -                              | -                              | 37    | 3     | 8     |
| 2007-2008             | FC Sochaux-Montbéliard | Ligue 1               | 22          | 3           | 0           | 4                     | 1                     | 0                     | C3                             | 2                              | 0                              | 0                              | 28    | 4     | 0     |
| 2008-2009             | FC Sochaux-Montbéliard | Ligue 1               | 13          | 2           | 2           | 3                     | 0                     | 0                     | -                              | -                              | -                              | -                              | 16    | 2     | 2     |
| Sous-total            | Sous-total             | Sous-total            | 66          | 8           | 9           | 13                    | 1                     | 1                     | -                              | 2                              | 0                              | 0                              | 81    | 9     | 10    |
| 2008-2009             | AJ Auxerre (prêt)      | Ligue 1               | 15          | 1           | 0           | -                     | -                     | -                     | -                              | -                              | -                              | -                              | 15    | 1     | 0     |
| 2009-2010             | AJ Auxerre             | Ligue 1               | 35          | 3           | 2           | 4                     | 0                     | 0                     | -                              | -                              | -                              | -                              | 39    | 3     | 2     |
| 2010-2011             | AJ Auxerre             | Ligue 1               | 33          | 5           | 2           | 2                     | 0                     | 0                     | C1                             | 7                              | 1                              | 0                              | 42    | 6     | 2     |
| Sous-total            | Sous-total             | Sous-total            | 83          | 9           | 4           | 6                     | 0                     | 0                     | -                              | 7                              | 1                              | 0                              | 96    | 10    | 4     |
| 2011-2012             | Genoa CFC              | Serie A               | 9           | 0           | 0           | 3                     | 2                     | 0                     | -                              | -                              | -                              | -                              | 12    | 2     | 0     |
| Sous-total            | Sous-total             | Sous-total            | 9           | 0           | 0           | 3                     | 2                     | 0                     | -                              | -                              | -                              | -                              | 12    | 2     | 0     |
| 2012-2013             | Torino FC (prêt)       | Serie A               | 17          | 2           | 4           | 1                     | 0                     | 0                     | -                              | -                              | -                              | -                              | 18    | 2     | 4     |
| Sous-total            | Sous-total             | Sous-total            | 17          | 2           | 4           | 1                     | 0                     | 0                     | -                              | -                              | -                              | -                              | 18    | 2     | 4     |
| 2013-2014             | AC Milan               | Serie A               | 15          | 2           | 0           | 2                     | 0                     | 1                     | C1                             | 4                              | 0                              | 1                              | 21    | 2     | 2     |
| Sous-total            | Sous-total             | Sous-total            | 15          | 2           | 0           | 2                     | 0                     | 1                     | -                              | 4                              | 0                              | 1                              | 21    | 2     | 2     |
| 2014-2015             | Chievo Vérone (prêt)   | Serie A               | 35          | 0           | 1           | 1                     | 0                     | 0                     | -                              | -                              | -                              | -                              | 36    | 0     | 1     |
| 2015-2016             | Chievo Vérone          | Serie A               | 35          | 6           | 7           | 1                     | 0                     | 0                     | -                              | -                              | -                              | -                              | 36    | 6     | 7     |
| 2016-2017             | Chievo Vérone          | Serie A               | 35          | 7           | 9           | 2                     | 0                     | 0                     | -                              | -                              | -                              | -                              | 37    | 7     | 9     |
| 2017-2018             | Chievo Vérone          | Serie A               | 35          | 3           | 6           | 1                     | 1                     | 0                     | -                              | -                              | -                              | -                              | 36    | 4     | 6     |
| 2018-2019             | Chievo Vérone          | Serie A               | 13          | 2           | 2           | 1                     | 0                     | 0                     | -                              | -                              | -                              | -                              | 14    | 2     | 2     |
| Sous-total            | Sous-total             | Sous-total            | 153         | 18          | 25          | 6                     | 1                     | 0                     | -                              | -                              | -                              | -                              | 159   | 19    | 25    |
| Total sur la carrière | Total sur la carrière  | Total sur la carrière | 405         | 65          | 47          | 38                    | 4                     | 2                     | -                              | 17                             | 2                              | 1                              | 460   | 71    | 50    |

## Palmarès

### Club

#### ND Gorica
- Champion de Slovénie (2) :
  - Champion : 2005 et 2006

#### FC Sochaux-Montbéliard
- Coupe de France (1) :
  - Vainqueur : 2007